# Olympische Geschichte Turkmenistans
| Gelbes Symbol für Goldmedaillen mit stilisierten Olympischen Ringen | Graues Symbol für Silbermedaillen mit stilisierten Olympischen Ringen | Braundes Symbol für Bronzemedaillen mit stilisierten Olympischen Ringen |
| ------------------------------------------------------------------- | --------------------------------------------------------------------- | ----------------------------------------------------------------------- |
| —                                                                   | —                                                                     | —                                                                       |

Turkmenistan, dessen NOK, das Türkmenistanyň Milli Olimpiýa komiteti, 1990 gegründet und 1993 vom IOC anerkannt wurde, nimmt seit 1996 an Olympischen Sommerspielen teil. Sportler aus Turkmenistan traten in der Zeit der Sowjetunion von 1952 bis 1988 für die sowjetische Olympiamannschaft an. 1992 waren turkmenische Sportler in die Mannschaft der GUS integriert. An Winterspielen wurde bislang nicht teilgenommen. Jugendliche Athleten traten bei beiden bislang ausgetragenen Jugend-Sommerspielen an.

## Übersicht

### Sommerspiele
Die erste turkmenische Olympiamannschaft bestand 1996 in Atlanta aus Leichtathleten, Boxern, Ringern, Judoka, Schützen und Tischtennisspielern. Der Ringer Rosi Redschepow war am 21. Juli 1996 der erste turkmenische Olympionike. Am gleichen Tag ging mit der Judoka Olisija Nasarenko auch die erste Frau Turkmenistans bei Olympischen Spielen an den Start.
Bei folgenden Sommerspielen waren turkmenische Sportler auch in den Sportarten Gewichtheben (ab 2000) und Schwimmen (ab 2004) vertreten.
2000 in Sydney belegte der Schütze Igor Pirekajew im Liegendanschlag mit dem Kleinkalibergewehr Platz 7. Ebenfalls Platz 7 belegte 2004 in Athen der Gewichtheber Ümürbek Bazarbaýew im Federgewicht. Das gleiche Ergebnis erzielte 2008 in Peking Tolkunbek Hudaýbergenow, ebenfalls im Federgewicht. Bazarbaýew steigerte sich 2012 in London auf Platz 6. 

### Jugendspiele
Fünf Jugendliche, drei Jungen und zwei Mädchen, nahmen bei den ersten Olympischen Jugend-Sommerspielen 2010 in Singapur in den Sportarten Boxen, Judo, Gewichtheben und Schwimmen teil. Der Boxer Nursähet Passiýew gewann im Weltergewicht die Bronzemedaille. Eine weitere Medaille, die nicht in der turkmenischen Medaillenbilanz berücksichtigt wird, wurde von der Judoka Yennet Geldibajewa gewonnen. In der gemischten Mannschaft Belgrade gewann sie Silber.
Bei den Olympischen Jugend-Sommerspielen 2014 in Nanjing nahmen drei Jugendliche teil, zwei Jungen und ein Mädchen. Die Athleten traten in den Sportarten Schwimmen, Gewichtheben und Ringen an, konnten jedoch keine Medaille gewinnen. 

## Übersicht der Teilnehmer

### Sommerspiele
| 1896–1948 | nicht teilgenommen                                              | nicht teilgenommen                                              | nicht teilgenommen                                              | nicht teilgenommen                                              | nicht teilgenommen                                              | nicht teilgenommen                                              | nicht teilgenommen                                              | nicht teilgenommen                                              | nicht teilgenommen                                              | nicht teilgenommen                                              | nicht teilgenommen                                              | nicht teilgenommen                                              | nicht teilgenommen                                              | nicht teilgenommen                                              | nicht teilgenommen                                              | nicht teilgenommen                                              | nicht teilgenommen                                              | nicht teilgenommen                                              | nicht teilgenommen                                              | nicht teilgenommen                                              |
| 1952–1988 | Teilnahme in den Olympiamannschaften der ehemaligen Sowjetunion | Teilnahme in den Olympiamannschaften der ehemaligen Sowjetunion | Teilnahme in den Olympiamannschaften der ehemaligen Sowjetunion | Teilnahme in den Olympiamannschaften der ehemaligen Sowjetunion | Teilnahme in den Olympiamannschaften der ehemaligen Sowjetunion | Teilnahme in den Olympiamannschaften der ehemaligen Sowjetunion | Teilnahme in den Olympiamannschaften der ehemaligen Sowjetunion | Teilnahme in den Olympiamannschaften der ehemaligen Sowjetunion | Teilnahme in den Olympiamannschaften der ehemaligen Sowjetunion | Teilnahme in den Olympiamannschaften der ehemaligen Sowjetunion | Teilnahme in den Olympiamannschaften der ehemaligen Sowjetunion | Teilnahme in den Olympiamannschaften der ehemaligen Sowjetunion | Teilnahme in den Olympiamannschaften der ehemaligen Sowjetunion | Teilnahme in den Olympiamannschaften der ehemaligen Sowjetunion | Teilnahme in den Olympiamannschaften der ehemaligen Sowjetunion | Teilnahme in den Olympiamannschaften der ehemaligen Sowjetunion | Teilnahme in den Olympiamannschaften der ehemaligen Sowjetunion | Teilnahme in den Olympiamannschaften der ehemaligen Sowjetunion | Teilnahme in den Olympiamannschaften der ehemaligen Sowjetunion | Teilnahme in den Olympiamannschaften der ehemaligen Sowjetunion |
| 1992      | Teilnahme in der Olympiamannschaft des Vereinten Teams          | Teilnahme in der Olympiamannschaft des Vereinten Teams          | Teilnahme in der Olympiamannschaft des Vereinten Teams          | Teilnahme in der Olympiamannschaft des Vereinten Teams          | Teilnahme in der Olympiamannschaft des Vereinten Teams          | Teilnahme in der Olympiamannschaft des Vereinten Teams          | Teilnahme in der Olympiamannschaft des Vereinten Teams          | Teilnahme in der Olympiamannschaft des Vereinten Teams          | Teilnahme in der Olympiamannschaft des Vereinten Teams          | Teilnahme in der Olympiamannschaft des Vereinten Teams          | Teilnahme in der Olympiamannschaft des Vereinten Teams          | Teilnahme in der Olympiamannschaft des Vereinten Teams          | Teilnahme in der Olympiamannschaft des Vereinten Teams          | Teilnahme in der Olympiamannschaft des Vereinten Teams          | Teilnahme in der Olympiamannschaft des Vereinten Teams          | Teilnahme in der Olympiamannschaft des Vereinten Teams          | Teilnahme in der Olympiamannschaft des Vereinten Teams          | Teilnahme in der Olympiamannschaft des Vereinten Teams          | Teilnahme in der Olympiamannschaft des Vereinten Teams          | Teilnahme in der Olympiamannschaft des Vereinten Teams          |
| 1996      | 7                                                               | 4                                                               | 3                                                               | Rosi Redschepow                                                 | 1                                                               | 1                                                               | 1                                                               | 2                                                               | 1                                                               | 1                                                               |                                                                 |                                                                 |                                                                 |                                                                 |                                                                 |                                                                 |                                                                 |                                                                 |                                                                 |                                                                 |
| 2000      | 8                                                               | 4                                                               | 4                                                               | Çary Mämmedow                                                   | 2                                                               |                                                                 | 1                                                               | 2                                                               | 1                                                               | 1                                                               | 1                                                               |                                                                 |                                                                 |                                                                 |                                                                 |                                                                 |                                                                 |                                                                 |                                                                 |                                                                 |
| 2004      | 9                                                               | 6                                                               | 3                                                               | Schokrat Kurbanow                                               | 2                                                               | 2                                                               |                                                                 | 1                                                               | 1                                                               |                                                                 | 1                                                               | 2                                                               |                                                                 |                                                                 |                                                                 |                                                                 |                                                                 |                                                                 |                                                                 |                                                                 |
| 2008      | 10                                                              | 6                                                               | 4                                                               | Guwansch Nurmuhamedow                                           | 2                                                               | 1                                                               |                                                                 | 2                                                               | 1                                                               |                                                                 | 2                                                               | 2                                                               |                                                                 |                                                                 |                                                                 |                                                                 |                                                                 |                                                                 |                                                                 |                                                                 |
| 2012      | 10                                                              | 7                                                               | 3                                                               | Serdar Hudaýberdiýew                                            | 2                                                               | 2                                                               |                                                                 | 1                                                               |                                                                 |                                                                 | 3                                                               | 2                                                               |                                                                 |                                                                 |                                                                 |                                                                 |                                                                 |                                                                 |                                                                 |                                                                 |
| 2016      | 9                                                               | 4                                                               | 5                                                               | Merdan Ataýew                                                   | 2                                                               | 1                                                               |                                                                 | 2                                                               |                                                                 |                                                                 | 2                                                               | 2                                                               |                                                                 |                                                                 |                                                                 |                                                                 |                                                                 |                                                                 |                                                                 |                                                                 |
| Gesamt    | Gesamt                                                          | Gesamt                                                          | Gesamt                                                          | Gesamt                                                          | Gesamt                                                          | Gesamt                                                          | Gesamt                                                          | Gesamt                                                          | Gesamt                                                          | Gesamt                                                          | Gesamt                                                          | Gesamt                                                          | 0                                                               | 0                                                               | 0                                                               | 0                                                               | -                                                               |                                                                 |                                                                 |                                                                 |

### Winterspiele
| Jahr      | Athleten           | Athleten           | Athleten           | Flaggenträger      | Sportarten         | Medaillen          | Medaillen          | Medaillen          | Medaillen          | Medaillen          |
| Jahr      | Gesamt             | m                  | w                  | Flaggenträger      | Sportarten         |                    |                    |                    | Gesamt             | Rang               |
| --------- | ------------------ | ------------------ | ------------------ | ------------------ | ------------------ | ------------------ | ------------------ | ------------------ | ------------------ | ------------------ |
| 1924–2018 | nicht teilgenommen | nicht teilgenommen | nicht teilgenommen | nicht teilgenommen | nicht teilgenommen | nicht teilgenommen | nicht teilgenommen | nicht teilgenommen | nicht teilgenommen | nicht teilgenommen |
| Gesamt    | Gesamt             | Gesamt             | Gesamt             | Gesamt             | Gesamt             | 0                  | 0                  | 0                  | 0                  | -                  |

## Liste der Medaillengewinner

### Goldmedaillen
Bislang (Stand 2017) keine Medaillengewinner

### Silbermedaillen
Bislang (Stand 2017) keine Medaillengewinner

### Bronzemedaillen
Bislang (Stand 2017) keine Medaillengewinner